# Mecher
Mecher (Luxemburgs: Meecher) is een dorp in de gemeente Lac de la Haute-Sûre en het kanton Wiltz in Luxemburg. Mecher telt 78 inwoners (2012).

## Geschiedenis
Op de Ferrariskaart uit de jaren 1770 staat de plaats aangeduid als het dorp Mecher, vergroeid met het dorp Dinckeroth ten oosten. Op het eind van het ancien régime werd Mecher een gemeente, waartoe ook Bavigne, Liefrange, Baschleiden en Dunckroth behoorden. In 1823 werden bij een grote gemeentelijke herindeling in Luxemburg veel kleine gemeenten samengevoegd en de gemeente Kaundorf werd met de gehuchten Büderscheid en Nothum bij Mecher gevoegd; het gehucht Berlé werd bij de gemeente Winseler gevoegd. Het gehucht Baschleiden werd van Mecher overgeheveld naar de gemeente Boulaide.
In 1979 werd de gemeente Mecher samengevoegd met Harlange in de nieuwe gemeente Lac de la Haute-Sûre, genoemd naar het gelijknamig stuwmeer.
Bavigne · Harlange · Kaundorf · Liefrange · Mecher · Nothum · Tarchamps · Watrange

Luxemburgse gemeenten · Kanton Wiltz · Luxemburg